# 이론천문학
이론천문학(Theoretical astronomy)은 천문학적 물체와 천문 현상을 설명하고 설명하기 위해 물리학과 화학의 원리에 기초한 분석 및 계산 모델을 사용하는 것이다. 천문학 이론가들은 이론적 모델을 만들고 그 결과로부터 해당 모델의 관찰 결과를 예측하기 위해 노력한다. 모델에 의해 예측된 현상의 관찰은 천문학자들이 현상을 가장 잘 설명할 수 있는 모델로서 여러 대체 모델 또는 충돌 모델 중에서 선택할 수 있게 한다.
프톨레마이오스의 알마게스트(Almagest)는 계산을 위한 실용적인 핸드북과 결합된 이론 천문학에 대한 훌륭한 논문이지만 지구 중심 모델과 일치하지 않는 관측을 조정하기 위한 절충안을 포함한다. 현대 이론 천문학은 일반적으로 요하네스 케플러(1571–1630)의 작업, 특히 케플러의 법칙과 함께 시작된 것으로 간주된다. 태양계의 기술적이고 이론적인 측면의 역사는 대부분 16세기 후반부터 19세기 말까지 이어진다.
이론 천문학은 관측 천문학, 천문학, 천체화학, 천체물리학의 작업을 기반으로 한다. 천문학은 초기에 별과 은하의 형성과 천체 역학을 모델링하기 위해 계산 기술을 채택했다. 이론적 천문학의 관점에서 볼 때, 수학적 표현은 합리적으로 정확해야 할 뿐만 아니라 특정 문제에 사용될 때 추가 수학적 분석이 가능한 형태로 존재하는 것이 바람직하다. 대부분의 이론 천문학은 일반 상대성 이론의 효과가 대부분의 천체에 약하다는 점을 고려하여 뉴턴의 중력 이론을 사용한다. 이론적 천문학은 우주에 있는 모든 물체의 위치, 크기 및 온도를 예측하려고 시도하지 않지만 대체로 천체의 외관상 복잡하지만 주기적인 움직임을 분석하는 데 집중했다.

## 같이 보기
- 천체화학
- 위치천문학
- 천체물리학
- 천체역학
- 천문항법
- 천구
- 궤도역학